# Konstruktionism (filosofi)
Konstruktionism (som alltmer sällan kallas "konstruktivism") avser inom filosofin en kunskapsteori som går ut på att sociala företeelser och deras mening är något som sociala aktörer kontinuerligt reproducerar. Konstruktionismen ifrågasätter huruvida kategorier som organisation och kultur verkligen är på förhand givna, och som sociala aktörer uppfattar dessa som en extern verklighet, vilken de inte har förmåga att påverka eller intervenera i.

## Riktningar
Det finns olika riktningar inom konstruktionism. Den mest konsekventa riktningen är den radikala konstruktionism med Ernst von Glasersfeld (1917–2010) som företrädare.  
Utgångshypotesen för denna riktning är att allt som iakttas av ”verkligheten” står i relation till människan som iakttar. Det får som konsekvens att varje människa konstruerar sin verklighet, subjektivt orienterad och på eget ansvar. Följaktligen finns det lika många verklighetsbilder som det finns människor. Förnimmelsen och förståelsen ger inga trogna avbildningar av omvärlden, snarare konstruktioner, vars utfall kan variera alltefter erfarenheter, kunskaper och normer. Den individuellt konstruerade erfarenhetsgrundade verkligheten kan – och måste – människor prova ut på grundval av dess ”viability”. von Glasersfeld har infört begreppet ”viability” i diskursen och betecknar med detta, att en väg är gångbar, om det fungerar eller är lämpligt, så länge det inte uppstår några konflikter eller hinder. Det är alltså människor som bestämmer sanningskriterier i en ömsesidig process som resulterar i intersubjektiva överenskommelser.  
Här finns det en skarp avgränsning till relativismen, ty dessa överenskommelser med sina regler och normer bestämmer vad vi ska forska om, vad vi behöver av vår kunskap, vad som är nyttigt och så vidare. Hur det sker beror på de sociala system vi befinner oss i. Konstruktionismen pekar till exempel på möjligheten till förändring och frigörande från olika typer av etablerade sanktionerade sociala ordningar. Exempelvis performativa genusuttryck, till följd av att de inte står på rationell grund enbart till följd av att de av flera anses vara något ”naturligt” givet. 
En av de främsta företrädarna för den epistemologiska konstruktionismen var Roland Barthes, och den kom att spela en central roll för semiotiken. Barthes var dock mer långtgående än de allra flesta i sin konstruktionism. Från filosofin övergick konstruktionismen till sociologin, där strömningen kallas socialkonstruktionism. Gemensamt för dessa är att anse att allmänbegrepp och värden är konstruktioner, det vill säga att sådant som "kvinna", "man", "god", "rätt", "kärlek" och "makt" är skapade idéer som saknar reell betydelse bortom den betydelse aktörerna ger dem. (Jämför preskriptivism.) Konstruktionisterna fokuserar på de meningsskapande processerna.

## Kritik
Två framstående kritiker av konstruktionismen är Karl Popper och Friedrich von Hayek. Popper har skrivit om konstruktionism i The Logic of Scientific Discovery och Det öppna samhället och dess fiender. Hayek härleder konstruktionismen i Det stora misstaget till rationalismen och ytterst till Rousseaus Du contrat social och menar att Rousseaus idé om folkviljan är att den är fiktiv, alltså en konstruktion, och att idén om frihet kan tolkas som att människan ska övergå till ett samhälle styrt av djuriska instinkter. Rousseau gav med sina idéer förnuftsargument till att göra uppror mot traditionen och kulturen. Hayek menar att konstruktionism är mest framträdande hos socialister, och att ämnet sociologi ”nästan skulle kunna kallas en socialistisk vetenskap”, men har även uppsnappats av liberaler.[källa behövs] Konstruktionismen är ett missbruk av förnuftet, anser Hayek, och leder till att mänskliga institutioner feltolkas och missbedöms. Att omskapa en etik bevisad av förnuftet som positivisten Auguste Comte föreslog, eller omskapa ett samhälle eller människan som den sociala ingenjörskonsten, avvisar Hayek: Moral och kultur behöver inte rättfärdigas på annat sätt än att se dem som tradition. Till konstruktionism för således Hayek även rättspositivism.